# 40. El Musical
40. El Musical es un espectáculo de teatro musical, inspirado en la Cadena 40 Principales, con libreto de Daniel Sánchez Arévalo. Se estrenó el 15 de octubre de 2009 en el Teatro Rialto de Madrid.

## Argumento
La obra se desarrolla en torno a las aventuras de un grupo de jóvenes, sus peleas con sus padres, el sexo o la música rodean sus vidas: Chema y Laura quieren mantener su virginidad hasta el matrimonio; David y Álex mantienen una difícil relación con su padre Arturo. Finalmente se muestra el triángulo amoroso entre Mateo, Sara y Joaquín.

## Personajes
El listado de personajes es el siguiente:
- Joaquín
- Mateo
- Sara
- Chema
- Laura
- David
- Álex
- Arturo

## Elenco Original Madrid
El elenco inicial fue el siguiente:
- Adrián Lastra (Joaquín)
- Pablo Puyol sustituido por William Miller desde el 14 de diciembre de 2010 (Mateo)
- Susan Martín (Sara) sustituida por Gisela
- Xavi Duch (David)
- Sandra Cervera (Álex)
- Armando Pita (Chema)
- María Blanco (Laura)
- Gerardo González (Arturo)

La dirección corrió a cargo de Miquel Fernández, escenografía de Ana Garay y la coreografía de Noemí Cabrera.

## Elenco Original Barcelona
En Barcelona se estrenó en el Teatro Victoria el 9 de septiembre de 2010, con el siguiente reparto: Naím Thomas (Joaquín); Gisela (Sara), Carlos J. Benito (Mateo), Toni Viñals (Chema), Josep Palau (David) y Gerardo González (Arturo).

## Lista de canciones
- Alejandro Sanz – Corazón partío
- Duncan Dhu – Cien gaviotas
- Nena Daconte – Tenía Tanto Que Darte
- Juanes – A Dios le pido
- La Oreja de Van Gogh – Dulce locura
- Revólver – Si es tan solo amor
- Antonio Flores – Siete vidas
- Dover – Let Me Out
- Andrés Calamaro – Loco
- Bangles – Eternal Flame
- El Canto Del Loco – Besos
- Álex Ubago – Sin Miedo a Nada
- Tam Tam Go! – Espaldas Mojadas
- Luz Casal – No Me Importa Nada
- Amaral – Marta, Sebas, Guille y los demás
- Nacha Pop – Chica de ayer
- Maná – Vivir sin aire
- Madonna – Material Girl
- Coti – Nada fue un error
- Miguel Rios – Bienvenidos
- Pereza – Todo
- Los Secretos – Déjame
- Julieta Venegas – Me voy
- Alejandro Sanz – Cuando nadie me ve
- M-Clan – Llamando a la Tierra
- Miguel Bosé – Amante Bandido
- Héroes del silencio - Entre dos tierras
- Lady Gaga - Bad romance
- Estopa - La raja de tu falda
- Roy Orbison - Pretty woman
- Andrés Calamaro - La flaca
- Nek - Laura no está
- M-Clan - Llamando a la Tierra
- Aerosmith - Crazy
- Celine Dion - My heart will go on
- Camilo Sesto - Vivir así es morir de amor
- Miguel Bosé - Amante bandido
- Chayanne - Torero
- Chenoa - Cuando tu vas
- Nino Bravo - Un beso y una flor
- Amaral - Sin ti no soy nada

## Montaje Original Ciudad de México
La versión mexicana del musical los 40 se estrenó el 8 de febrero de 2018 en el Foro Cultural Chapultepec de la Ciudad de México, bajo la producción de Faisy y dirección de Ricardo Díaz. 

### Elenco Original
- Faisy como: Mateo
- Roberto Romano como: Chema
- Alex Garza como: Laura
- Alejandro Nones como: Joaquín
- Fran Meric como: Sara
- Melissa Galindo como: Alex
- Gerardo González como:  Arturo
- Ruben Branco: David

Alternantes
- Alberto Collado como: Chema
- Raul Sandoval como: Mateo
- Kristel Fabre como: Laura
- Luja Duhart como: Joaquín

## Lista de canciones
La lista de canciones varia de su versión original española, esto debido a que se basa en las canciones que han sido top 1 en la lista de Los 40 (México).
- Miguel Ríos - Bienvenidos
- Jesse & Joy - ¡Corre!
- Hombres G - Visite nuestro bar
- Shakira - Las de la intuición
- Alejandro Sanz - Cuando nadie me ve
- Gloria Trevi - Todos me miran
- Reik - Creo en ti
- Mon Laferte - Tu falta de querer
- Big Boy - Mis ojos lloran por ti
- Shakira & Carlos Vives - La bicicleta
- León Larregui - Brillas
- Nek - Laura no está
- Mariana Seoane - Me equivoqué
- Diego Torres - Color esperanza
- Yuridia - Ángel
- Café Tacvba - Las flores
- OV7- Eloqueceme
- Los Amigos Invisibles - Mentiras
- Timbiriche- Muriendo lento
- Natalia Lafourcade - Hazta la raíz
- Rosana - Si tu no estas aquí
- A Band of Bitches - Noreste Caliente
- Morat - Besos en guerra
- Danna Paola - Mundo de caramelo
- Carlos Vives - Quiero casarme contigo
- Marc Anthony - Vivir mi vida
- OV7 - Shabadabada
- Jenny and the Mexicats - Verde más allá
- Calle 13- Atrévete-Te-Te
- Luis Miguel - Perdóname (All by Myself)
- RBD - Rebelde
- Paulina Rubio - Mio
- Maluma - Felices los cuatro
- Luis Fonsi & Daddy Yankee - Despacito